# Cookin’
Cookin’ ist ein Jazzalbum von Butch Miles. Die am 26. November 1994 im Amerika-Haus, Hamburg, entstandenen Aufnahmen erschienen 1995 auf Nagel-Heyer Records. 2002 wurde das Album unter dem Titel Butch Miles & Howard Alden: Soulmates wiederveröffentlicht.

## Hintergrund
Der Schlagzeuger Butch Miles spielte in den 1990er-Jahren in einer Reihe von Bands des Swing und Mainstream Jazz, u. a. bei Wild Bill Davis, den Kansas City Stompers, im Terry Gibbs/Buddy DeFranco/Herb Ellis Sextet, im Ralph Sutton Trio und mit Jeanie Lambe/Danny Moss. 1992/93 trat er in Hamburg in der Veranstaltungsreihe A Salute to Eddie Condon auf, 1994 mit The Buck Clayton Legacy. Kurz danach trat Butch Miles erneut in Hamburg auf; dabei spielte er mit dem Trompeter Randy Sandke, dem Tenorsaxophonisten Harry Allen, dem Gitarristen Howard Alden und dem Bassisten Frank Tate. Die Frau des Gitarristen, Terrie Richards, ist mit einigen Gesangbeiträgen zu hören („Them There Eyes“ und „What a Little Moonlight Can Do“); „Azalea“ ist ein Duett von Sandke und Allen.

## Titelliste
- Butch Miles: Cookin’ (Nagel-Heyer Records CD020)[3]

1. Oh, Lady Be Good (George Gershwin / Ira Gershwin) 6:49
2. Did You Call Her Today (Ben Webster) 5:03
3. The Claw (Flip Phillips) 6:54
4. Azalea (Duke Ellington) 4:07
5. Them There Eyes (Maceo Pinkard / Doris Tauber / William Tracey) 4:24
6. I Can’t Believe That You’re in Love with Me (Clarence Gaskill / Jimmy McHugh) 6:58
7. Tico-Tico (Jose Abreu / Ervin Drake / Aloysio Oliveira) 6:06
8. Jubilee (Stanley Adams / Hoagy Carmichael) 5:41
9. Barney’s Blues (Barney Kessel) 5:01
10. What a Little Moonlight Can Do (Harry Woods) 5:08
11. Gone with the Wind (Herbert Magidson / Allie Wrubel) 6:17
12. Funkallero (Bill Evans) 7:18
13. Tickle Toe (Jon Hendricks / Lester Young) 8:07

## Rezeption
Scott Yanow verlieh dem Album in Allmusic vier Sterne und lobte, der Schlagzeuger Butch Miles würde eine erstklassige Mainstream-Jazz-Gruppe bei diesem Live-Auftritt leiten. Mit diesem klavierlosen Quartett sei der daraus resultierende hochwertige Swing nicht unerwartet. Zu den Highlights gehörten „Lady, Be Good“, Flip Phillips’ „The Claw“, „Them There Eyes“ und „Tickle Toe“.
Ken Dryden verlieh dem Album in Allmusic ebenfalls vier Sterne und schrieb, Butch Miles würde es eindeutig verstehen, wie man eine Band vorantreibe, da er zuvor mit Count Basie und dem Dave Brubeck Quartet zusammengearbeitet hatte, während Alden dabei war, einer der gefragtesten Gitarristen der 1990er-Jahre zu werden, dank seines mühelos einfallsreichen Spiels und enzyklopädischen Wissens. Obwohl das Instrumentalrepertoire in erster Linie swingender Natur sei, mit fantasievollen Behandlungen von Klassikern wie „Lady Be Good“ und „Jubilee“, würden sie auch weniger vertrautes Terrain erkunden wie Duke Ellingtons reizendes „Azalea“ (ein köstliches Alden-Sandke-Duett) oder den von Barney Kessel stammende „Barney's Blues“ (ein Feature nur für die Rhythmusgruppe) und Bill Evans’ kniffliges „Funkallero“ (das Aldens kurzen, aber humorvollen Abstecher zu Raymond Scotts „Powerhouse“ enthält). Alle Musiker dieses sehr empfehlenswerten Albums seien während dieses denkwürdigen Konzerts in Bestform gewesen.